# Shimodaia macclesfieldensis
Shimodaia macclesfieldensis is een soort in de taxonomische indeling van de armpotigen (Brachiopoda). 
Het dier behoort tot het geslacht Shimodaia en behoort tot de familie Frenulinidae. De wetenschappelijke naam van de soort werd voor het eerst geldig gepubliceerd in 2009 voor het eerst wetenschappelijk door MacKinnon & Long.